# Ipka
Ipka (auch Ip-Ka) war der Name eines altägyptischen Beamten unter König (Pharao) Den in der 1. Dynastie. Er ist vor allem von Aufschriften auf Elfenbeintäfelchen bekannt, die sich in einem Grab (Tomb 59) in West-Sakkara fanden.